# JuVaughn Harrison
JuVaughn Harrison (ur. 30 kwietnia 1999 w Huntsville) – amerykański lekkoatleta, specjalizujący się w skoku wzwyż, a także w dal. Absolwent Uniwersytetu Stanu Luizjana na kierunku inżynieria biomedyczna. Wicemistrz świata 2023 w skoku wzwyż. Czterokrotny zwycięzca mityngów Diamentowej Ligi, wielokrotny medalista akademickich i krajowych zawodów lekkoatletycznych. Brązowy medalista Mistrzostw Świata Juniorów w Lekkoatletyce 2018 z fińskiego Tampere. Uczestnik Letnich Igrzysk Olimpijskich 2020. W 2021 przeszedł na zawodowstwo.

## Rekordy życiowe

### Stadion
- skok wzwyż: 2,36 m ( College Station, 14 maja 2021[2],  Budapeszt, 22 sierpnia 2023[11])
- skok w dal:  8,47 m ( Eugene, 27 czerwca 2021[2])

### Hala
- skok wzwyż: 2,32 m ( Hustopeče, 5 lutego 2022[2])
- skok w dal: 8,45 m ( Fayetteville, 12 marca 2021[2])